# Grance Senesi
Il Grance Senesi è una DOC riservata ad alcuni vini la cui produzione è consentita nella provincia di Siena.

## Zona di produzione
La zona di produzione comprende l'intero territorio dei seguenti comuni: (elenco) e parte di (elenco)

## Disciplinare
Il "Grance Senesi DOC" è stato istituito con DM 31 maggio 2010 pubblicato sulla Gazzetta Ufficiale n. 136 del 14 giugno 2010.
Successivamente è stato modificato con:
- DM 30 novembre 2011 GU 295 del 20 dicembre 2011
- La versione in vigore è stata approvata con DM 7 marzo 2014 Pubblicato sul sito ufficiale del Mipaaf Sezione Qualità e Sicurezza Vini DOP e IGP [1].

## Tipologie

### Rosso
| uvaggio                        |             |
| titolo alcolometrico minimo    | xx,xx% vol. |
| acidità totale minima          | xx g/l.     |
| estratto secco minimo          | xx,00 g/l   |
| resa massima di uva per ettaro | xxx q.      |
| resa massima di uva in vino    | xx %        |

### Rosso Riserva
| uvaggio                        |             |
| titolo alcolometrico minimo    | xx,xx% vol. |
| acidità totale minima          | xx g/l.     |
| estratto secco minimo          | xx,00 g/l   |
| resa massima di uva per ettaro | xxx q.      |
| resa massima di uva in vino    | xx %        |

### Bianco
| uvaggio                        |             |
| titolo alcolometrico minimo    | xx,xx% vol. |
| acidità totale minima          | xx g/l.     |
| estratto secco minimo          | xx,00 g/l   |
| resa massima di uva per ettaro | xxx q.      |
| resa massima di uva in vino    | xx %        |

### Passito
| uvaggio                        |             |
| titolo alcolometrico minimo    | xx,xx% vol. |
| acidità totale minima          | xx g/l.     |
| estratto secco minimo          | xx,00 g/l   |
| resa massima di uva per ettaro | xxx q.      |
| resa massima di uva in vino    | xx %        |